# Patient Zero (Film)
Patient Zero ist ein britischer Horror-Endzeitfilm von Stefan Ruzowitzky, der am 14. September 2018 in die US-amerikanischen Kinos kam.

## Handlung
Die Menschheit muss gegen eine weltweite Pandemie kämpfen, als eine mutierte Form der Tollwut aus gewöhnlichen Menschen gleichermaßen gewalttätige wie intelligente Kreaturen macht, die ohne jegliche Furcht Überlebende angreifen und ebenfalls infizieren. Während man meist nur sieht, wie die Infizierten ihre Opfer beißen, gibt im Verlauf des Filmes mehrere Andeutungen – ohne, dass man dies explizit sieht – dass auch grausame Folter, wie Zähneziehen und Gliedmaßen herausreißen zu den Praktiken der Infizierten gehört. Die einzige Schwäche, die sie zu haben scheinen, ist, dass sie keine Harmonien und damit keine Musik mehr ertragen können, ohne dass es ihnen körperliche Schmerzen zu bereiten scheint. Morgan, ein Überlebender, wurde zwar gebissen, war aber gegen das Virus immun. Er kann seit dieser Zeit mit den Infizierten kommunizieren und ist daher gemeinsam mit der Forscherin Gina Rose, mit der er ein Verhältnis hat, in einem geheimen, vom Militär bewachten, Labor untergebracht. Sie sind auf der Suche nach dem Patienten Null. Von ihm erhoffen sie sich Hinweise auf ein dringend benötigtes Heilmittel für die Menschheit. Hinderlich scheint der dominante Militärangehörige Knox, der eifersüchtig auf das Verhältnis von Morgan und Gina ist. Die Militärs halten zahlreiche Infizierte als Gefangene, die von Morgan befragt werden, wann und wo sie sich infiziert haben. Unter den Gefangenen, an denen mit bislang nur mäßigem Erfolg ein potenzielles Heilmittel ausprobiert wird, ist auch Morgans Frau Janet.
Eines Tages verhört Morgan einen ehemaligen Professor, der im Gegensatz zu allen bisherigen Gefangenen durch seine nachdenkliche und ruhige Art auffällt und auch auf Musik keinerlei Reaktion zeigt. Er diskutiert sehr rational und philosophisch mit Morgan. Dabei argumentiert er, dass es für das Virus keinen Patienten Null gebe, sondern das Virus aus der Wut der Menschen auf viele Dinge in ihrem Leben geboren und die Gesellschaft es selbst aktiviert hätte. Er sieht die Menschheit als das eigentliche Virus an und die Infizierten als Heilung. Morgan findet heraus, dass die Infizierten einem Gefangenen einen Peilsender unter die Haut implantiert haben und so das geheime Versteck des Labors ausfindig machen können. Unzählige Infizierte dringen in den Laborkomplex ein und infizieren annähernd alle anwesenden Personen. Knox rettet Gina zunächst. Als diese darauf besteht, ihre Forschungsdaten mitnehmen zu wollen und er sich weigert, wird er von ihr ermordet. Morgan befreit seine Frau aus dem Gefängnis und will gemeinsam mit Gina aus dem Komplex fliehen. Dabei werden sie von dem Professor aufgehalten. Er offenbart, dass die Infizierten seinetwegen hier seien, da sie Morgan für ihren „Patienten Null“ halten, der sich trotz Infektion nicht komplett verwandelt habe. Damit würde er zwischen der Rückkehr zur Normalität und dem Aufstieg der neuen Spezies stehen. Morgan gelingt es, den Professor zu töten. Als Janet, Gina und Morgan ihre Flucht fortsetzen wollen, werden sie von den Infizierten verfolgt. Janet verrät Morgan, dass Gina von ihm schwanger ist und stellt sich den Infizierten entgegen. Der schwangeren Gina und Morgan gelingt die Flucht aus dem Komplex. Während sie mit dem Motorrad davonfahren, sagt der Epilog, dass sie weiterhin kämpfen müssen – für die Menschen, die Menschlichkeit und ein Kind.

## Produktion

### Filmtitel und Stab
Der Titel des Films bezieht sich auf die englischsprachige Bezeichnung patient zero, einem Indexpatienten, also in der Epidemiologie jene Person, von der die Ausbreitung einer Krankheit ihren gesicherten oder mutmaßlichen Ausgang genommen hat, insbesondere bei Infektionskrankheiten. Am 29. Oktober 2013 konnte sich Screen Gems die US-Rechte für den Film sichern, nachdem sich unter anderem noch Fox Searchlight Pictures und Syfy Films und Warner Bros. an einem Bieterwettstreit beteiligt hatten.
Regie führte Stefan Ruzowitzky, das Drehbuch stammt von Mike Le. Dieses landete im Jahr 2013 auf der Blacklist der besten unverfilmten Ideen Hollywoods. Die Filmmusik wurde von Michael Wandmacher komponiert. Der Soundtrack, der insgesamt 25 Musikstücke umfasst, wurde am 26. Juni 2019 von Madison Gate Records als Download veröffentlicht.

### Besetzung und Synchronisation
| Darsteller           | Synchronsprecher  | Rolle          |
| -------------------- | ----------------- | -------------- |
| Natalie Dormer       | Marieke Oeffinger | Dr. Gina Rose  |
| Matt Smith           | Jaron Löwenberg   | Morgan         |
| Stanley Tucci        | Lutz Mackensy     | der Professor  |
| Clive Standen        | Markus Pfeiffer   | Knox           |
| Susanna Herbert      | Aline Staskowiak  | Anna           |
| Colin McFarlane      | Ingo Albrecht     | Colonel Pierce |
| Agyness Deyn         | Mareile Moeller   | Janet          |
| Frederick Schmidt    | Roman Wolko       | Joe Cocker     |
| Pippa Bennett-Warner | Anna Katz         | Linda          |
| James Northcote      | Fabian Oscar Wien | Pete Townshend |
| John Bradley         | René Dawn-Claude  | Scooter        |

Matt Smith übernahm im Film die Hauptrolle von Morgan. Natalie Dormer spielt Dr. Gina Rose, und Clive Standen ist in der Rolle von Knox zu sehen. John Bradley übernahm die Rolle von Scooter, Pippa Bennett-Warner spielt Linda und Agyness Deyn Janet. In einer weiteren Rolle ist Stanley Tucci als Professor zu sehen.
Die deutsche Synchronisation entstand nach einem Dialogbuch und der Dialogregie von Jeffrey Wipprecht im Auftrag der Antares Film GmbH, Berlin.

### Dreharbeiten und Veröffentlichung
Die Dreharbeiten fanden in den Shepperton Studios und in der Welwyn Garden City in Hertfordshire statt, wo man im Frühjahr 2015 drehte. Der Film wurde teilweise in Schwarz-Weiß gedreht.
Im Juli 2015 stellten Produzentin Natalie Dormer, der Regisseur Stefan Ruzowitzky und der Drehbuchautor Mike Le gemeinsam mit den Hauptdarstellern das Filmprojekt im Rahmen der Comic-Con vor. Im Juli 2018 stellte Sony Pictures einen ersten Trailer zum Film vor. Der Film steht seit 14. August 2018 im Stream zur Verfügung und kam am 14. September 2018 in die US-amerikanischen Kinos.

## Rezeption
Antje Wessels von der Filmstarts-Redaktion lobt den Film als „spannendes Kammerspiel, in dem die Überlebenden auf eine erstaunlich wissenschaftliche Weise versuchen, eine Epidemie zu beenden“ sieht aber im Laufe des Films deutliche Schwächen, der ihn zu einem „austauschbaren Zombiefilm von der Stange“ werden lässt. Die Community von Moviepilot bewertet den Film mit 5.0 von 10 Punkten („geht so“). Der Cineclub weist darauf hin, dass der Film auf einer Liste der „besten unverfilmten Ideen Hollywoods“ stand und bedauert, dass Ruzowitzky hieraus „einen unterdurchschnittlichen, austauschbaren Zombiefilm gemacht“ habe.

## Altersfreigabe
In den USA erhielt der Film von der MPAA ein R-Rating, was einer Freigabe ab 17 Jahren entspricht.